# Hellas Sat 2
Hellas Sat 2 (vorherige Bezeichnungen: Intelsat K-TV, NSS-K-TV, NSS-6, Intelsat APR-3, Sinosat 1B) ist ein kommerzieller Kommunikationssatellit, der vom griechischen Satellitenbetreiber Hellas Sat betrieben wird.

## Geschichte
Der Satellitenbetreiber Intelsat mit Sitz in Luxemburg bestellte den Satelliten ursprünglich als Intelsat K-TV für seine Flotte. Danach wurde der noch nicht fertige Satellit an SES New Skies verkauft und zuerst in NSS-K-TV, später dann in NSS-6 umbenannt. Noch vor der Fertigstellung des Satelliten terminierte New Skies den Vertrag, woraufhin Intelsat den Satelliten erneut erwarb, diesmal in Zusammenarbeit mit dem chinesischen Unternehmen Sinosat. Der Satellit erhielt seine neuen Bezeichnungen, Intelsat APR-3 bzw. Sinosat 1B. Jedoch wurde auch dieser Vertrag später wieder annulliert, da keine Exportlizenz für den Start auf einer chinesischen Trägerrakete beschafft werden konnte.
Schlussendlich kaufte Hellas Sat den Satelliten und ließ ihn am 13. Mai 2003 auf einer US-amerikanischen Altas-V-Trägerrakete starten. Der Satellit, jetzt als Hellas Sat 2 bezeichnet, wurde von der Cape Canaveral Air Force Station in Florida in eine geostationäre Transferbahn gebracht, von wo er seine finale, geostationäre Umlaufbahn durch Zünden seines Bordmotors erreichte und bei 39° Ost stationiert wurde. Dort war er bis 2018 positioniert, bis er von seinem Nachfolger Hellas Sat 3 abgelöst wurde. Daraufhin wurde er nach 95° West verschoben. Im Jahr 2022 wurde er erneut umstationiert, diesmal nach 10° West, wo er sich bis heute noch befindet.
Eine der Hauptaufgaben des Satelliten war die Übertragung der Olympischen Sommerspiele 2004 in Athen.

## Technische Daten
Der Satellit wurde von EADS Astrium (heute Airbus Defence and Space) auf Basis des Eurostar-2000-Satellitenbusses gebaut und mit 30 Ku-Band-Transpondern ausgerüstet. Mit ihnen war Direct-to-Home-Satellitenfernsehen über 60-cm-Satellitenschüsseln möglich. Er konnte in Europa, Nordafrika und im Nahen Osten empfangen werden. Des Weiteren ist Hellas Sat 2 dreiachsenstabilisiert und wog beim Start etwa 3,5 Tonnen. Er wird von zwei großen Solarpanelen und Batterien mit Strom versorgt, welche insgesamt etwa 7,6 kW erzeugen. Seine ursprünglich geplante Lebensdauer von 15 Jahren hat er bereits übertroffen.